# Stolen Hours
Stolen Hours è un film muto del 1918 diretto da Travers Vale che si basa su una storia breve di Olive Wadsley di cui non si conosce la data di pubblicazione.

## Trama
Durante una retata condotta da suo padre in una sala da gioco illegale, Diana Lester salva Hugh Carton, un importante uomo politico, membro del Parlamento, e fa amicizia con lui. Lui le offre un lavoro come accompagnatrice di sua sorella e, presto, i due si innamorano, ma il loro è un amore infelice: Carton, infatti, è già sposato. Anche se vive separato dalla moglie, non può divorziare. I due diventano amanti, ma le visite pomeridiane che Carton fa a Diana gli fanno trascurare il suo lavoro. Per salvarne la carriera, la sorella chiede a Diana di lasciarlo. La giovane donna acconsente a quella richiesta e, tristemente, torna dal padre. Ormai rassegnata, accetta la proposta di matrimonio di Philip Duran, un suo vecchio amico. Ma, prima del matrimonio, Diana ha un collasso. Carton, che le fa visita, la mette al corrente che sua moglie gli ha finalmente concesso il divorzio e che ora niente può impedire il loro matrimonio. A quella notizia, a Diana passano tutti i malanni e, splendente di felicità, abbraccia l'uomo che sarà suo marito.

## Produzione
Il soggetto del film, prodotto dalla World Film, si basa su una storia pubblicata su una rivista popolare.

## Distribuzione
Il copyright del film, richiesto dalla World Film Corp., fu registrato il 7 gennaio 1918 con il numero LU11947. Distribuito dalla World Film e presentato da William A. Brady, il film uscì nelle sale cinematografiche statunitensi il 7 gennaio 1918.
Copie incomplete della pellicola si trovano conservate negli archivi dei National Archives Of Canada di Ottawa e in quelli della Library of Congress di Washington.